# Estació de Sant Roc
Sant Roc és una estació situada a l'Avinguda del Marquès de Mont-roig al barri de Sant Roc de Badalona on enllacen la L2 del Metro de Barcelona i la línia T5 del Trambesòs.
L'estació del metro està sota l'Avinguda del Marquès de Mont-roig i es va inaugurar el 1985 com a part de la L4 fins que el 2002, amb el traspàs del tram La Pau - Pep Ventura a la L2, va passar a formar part d'aquesta línia i amb el canvi es va adaptar a persones amb mobilitat reduïda. Cinc anys més tard el 8 de setembre de 2007 es va inaugurar la del Tram per a la T5 que es troba a sobre de l'anterior.

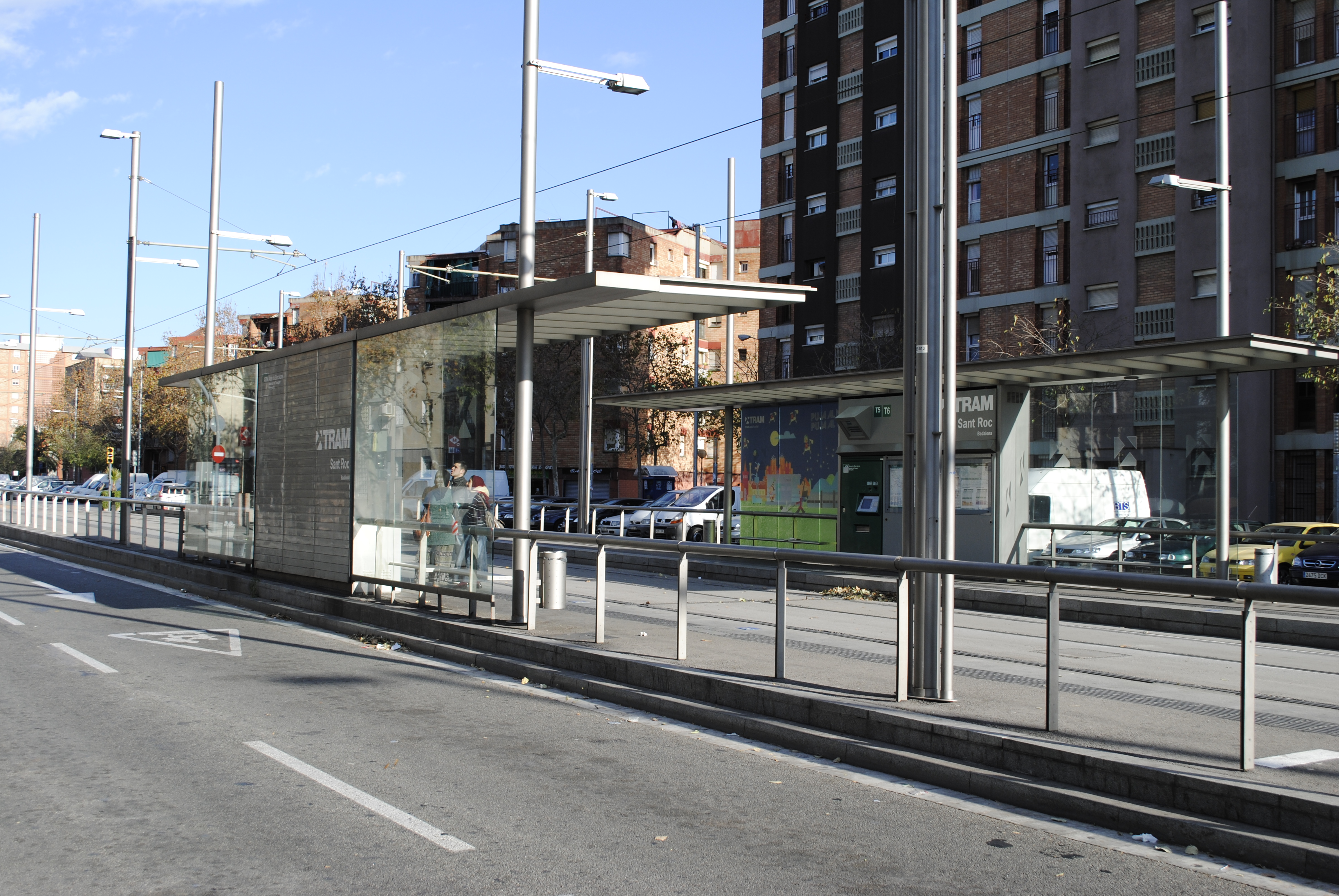
L'estació de tramvia

## Serveis ferroviaris
| Metro de Barcelona         |                        |       |      |                        |
| Procedència/Destinació     | <                      | Línia | >    | Procedència/Destinació |
| Paral·lel                  | Artigues \| Sant Adrià |       | Gorg | Badalona Pompeu Fabra  |
| Trambesòs                  |                        |       |      |                        |
| Ciutadella - Vila Olímpica | Encants de Sant Adrià  |       | Gorg | Gorg                   |

## Accessos del metro
- Avinguda del Marquès de Mont-roig

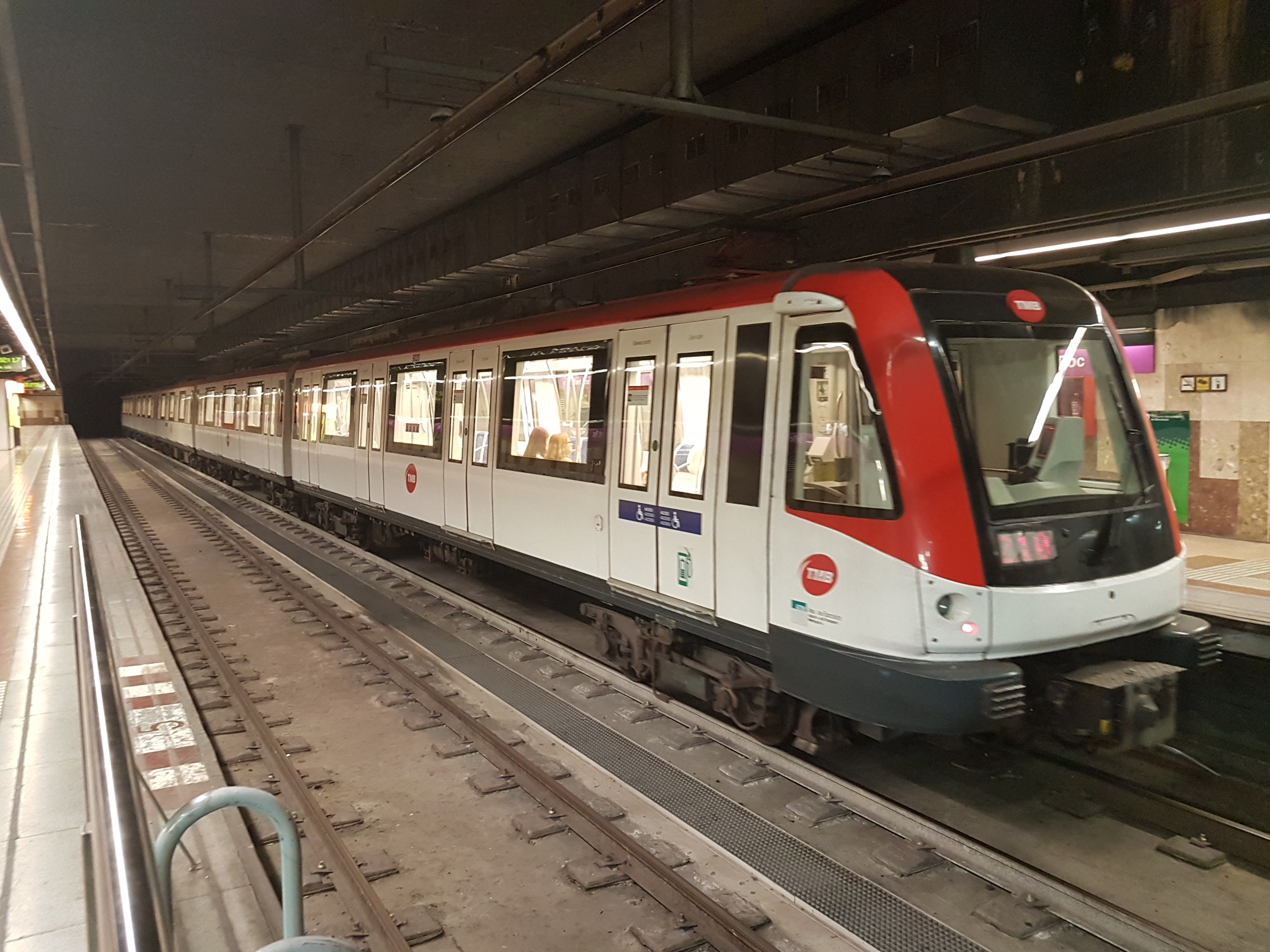
Tren direcció Badalona Pompeu Fabra de la L2.